# Pallacanestro agli Island Games 1999
Il torneo di pallacanestro agli Island Games 1999 si è svolto nel 1999 a Gotland.

## Medagliere
| Posiz. | Nazione      | Oro | Argento | Bronzo | Totale |
| ------ | ------------ | --- | ------- | ------ | ------ |
| 1      | Gotland      | 1   | 0       | 1      | 2      |
| 2      | Rodi         | 1   | 0       | 0      | 1      |
| 3      | Gibilterra   | 0   | 1       | 0      | 1      |
| 3      | Isole Cayman | 0   | 1       | 0      | 1      |
| 5      | Isola di Man | 0   | 0       | 1      | 1      |
| Totale | Totale       | 2   | 2       | 2      | 6      |